# バブルガム・ポップ
バブルガム・ポップ（英: Bubblegum pop、またバブルガム・ロック、バブルガム・ミュージック、単にバブルガムとしても知られている）は、明るいサウンドのプレティーンやティーンエイジャー向けに作られるポップ・ミュージックのジャンルである。
サウンドの特徴はポップでキャッチーなメロディー、シンプルな和音、シンプルなハーモニーでアップビートな曲が多い。レモン・パイパーズの「グリーン・タンバリン」、1910フルーツガム・カンパニーの「サイモン・セッズ」などが代表曲である。

## 著名なミュージシャン
- レモン・パイパーズ
- 1910フルーツガム・カンパニー
- ジャガーズ(USA)
- オハイオ・エクスプレス
- アーチーズ
- モンキーズ
- オズモンド・ブラザーズ
- トミー・ロウ[2]

## DJ
- 湯川れい子
- 山本さゆり